# Fürstentum
Der Begriff Fürstentum bezeichnet das Herrschaftsgebiet eines Fürsten. 
Unter Fürstentümern verstand man bis zur Auflösung des Heiligen Römischen Reiches Deutscher Nation 1806 die Herrschaftsgebiete der reichsunmittelbaren Reichsstände mit einem Fürsten als Oberhaupt. In geistlichen Territorien war das geistliche Oberhaupt zugleich das weltliche: Man spricht hierbei von einem Hochstift oder Fürstbistum beziehungsweise von einer Fürstabtei. Die geistlichen Fürstentümer wurden im Zuge der Säkularisation 1803 aufgehoben; die weltlichen Fürstentümer wurden entweder 1806 mediatisiert oder erlangten im Verband des Rheinbundes ihre Souveränität. Auch schon vor dem Reichsdeputationshauptschluss wurden diejenigen Fürstbistümer Fürstentümer genannt, deren Herrschaft von protestantischen Landesherrn ausgeübt wurde (zum Beispiel Fürstentum Minden). In Preußen wurden diese ehemaligen geistlichen neuen Landesteile nur bis zur Verwaltungsreform 1816 Fürstentümer genannt (zum Beispiel Fürstentum Paderborn). 
Heutzutage versteht man unter einem Fürstentum das rechtlich selbständige (souveräne) Herrschaftsgebiet (Staat) eines Monarchen im Fürstenrang. Dazu zählen die Fürstentümer Andorra (dessen einer Fürst ein Präsident und dessen anderer Fürst ein Bischof ist – vergleiche Doppelherrschaft), Liechtenstein und Monaco.
Der von einem ranghöheren Monarchen (zum Beispiel an Otto von Bismarck oder Hermann von Pückler-Muskau) verliehene Fürstentitel war nicht mit einem Fürstentum verbunden.
Auch die von der Staatengemeinschaft nicht anerkannten Fürstentümer Sealand, Hutt River Province, Seborga und New Utopia beanspruchen diese Bezeichnung für sich.